# Атоса
Атоса е дъщеря на Кир Велики и членка на династията на Ахеменидите. Омъжва се последователно за брат си Камбиз II, магът Смердис и накрая за Дарий, син на Хистасп, от който има двама сина Ксеркс и Артабазан.